# Chamois de Chamonix

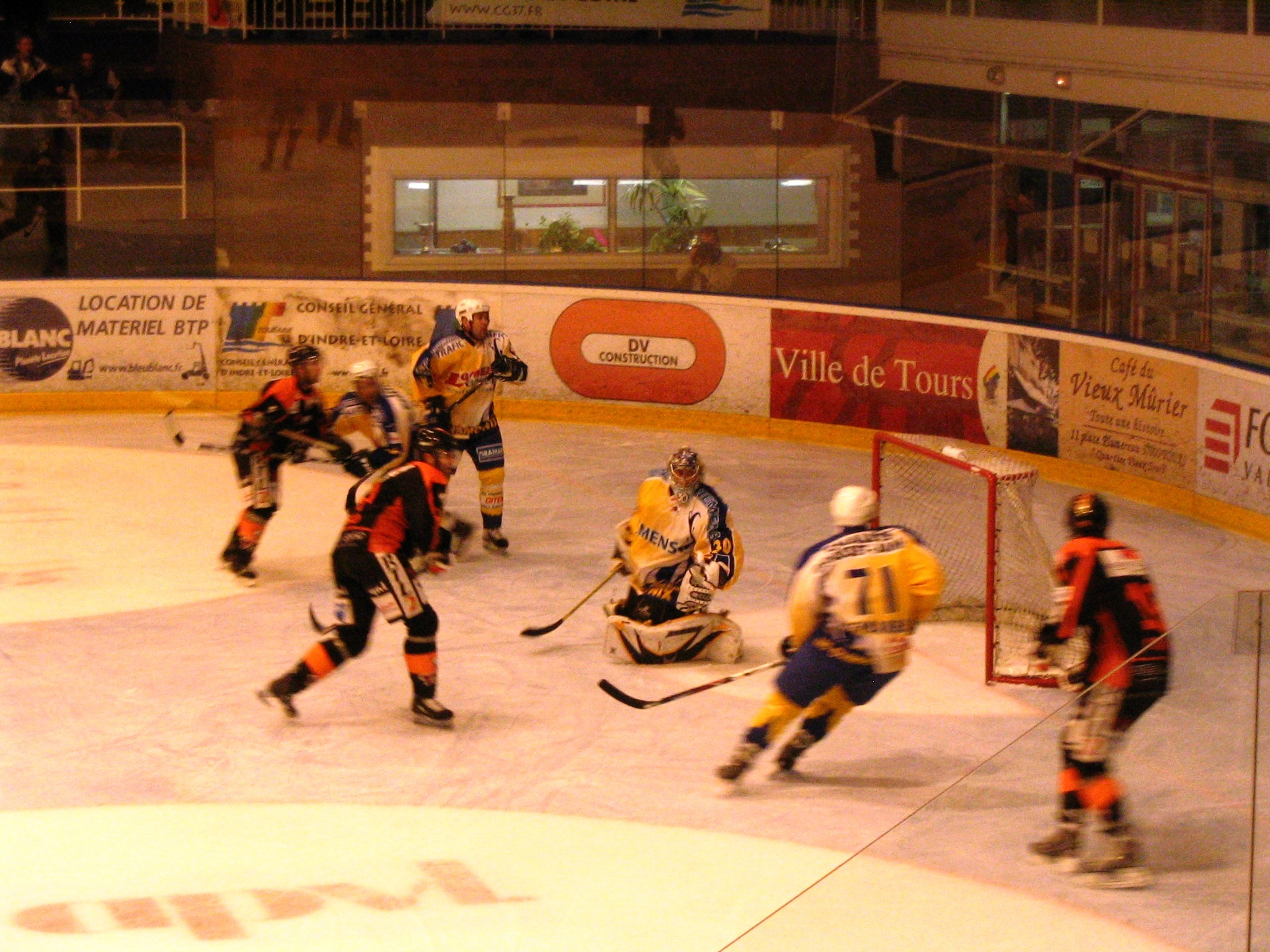
Brankář a obránci Chamonix v zápase proti Tours

Chamonix Hockey Club nebo Chamois de Chamonix (česky kamzíci z Chamonix) byl klub ledního hokeje z Chamonix-Mont-Blanc. Hrál nejvyšší francouzskou hokejovou ligu Ligue Magnus. Barvami klubu byly modrá a žlutá. Domácí zápasy odehrával v aréně Centre Sportif Richard Bozon.
Vznikl v roce 1910 a po dlouhou dobu dominoval lokální hokejové scéně, titul mistra Francie získal v letech 1923, 1925, 1926, 1927, 1929, 1930, 1931, 1939, 1942, 1944, 1946, 1949, 1952, 1954, 1955, 1958, 1959, 1961, 1963, 1964, 1965, 1966, 1967, 1968, 1970, 1971, 1972, 1973, 1976 a 1979. V dubnu 2016 se sloučil s dalším klubem v Horním Savojsku, Pingouins de Morzine, čímž vznikl nový klub Pionniers de Chamonix-Morzine.